# Saint-Nicolas-de-la-Haie
Saint-Nicolas-de-la-Haie è un comune francese di 406 abitanti situato nel dipartimento della Senna Marittima nella regione della Normandia.

## Società

### Evoluzione demografica
Abitanti censiti